# Бош (национальное прозвище)

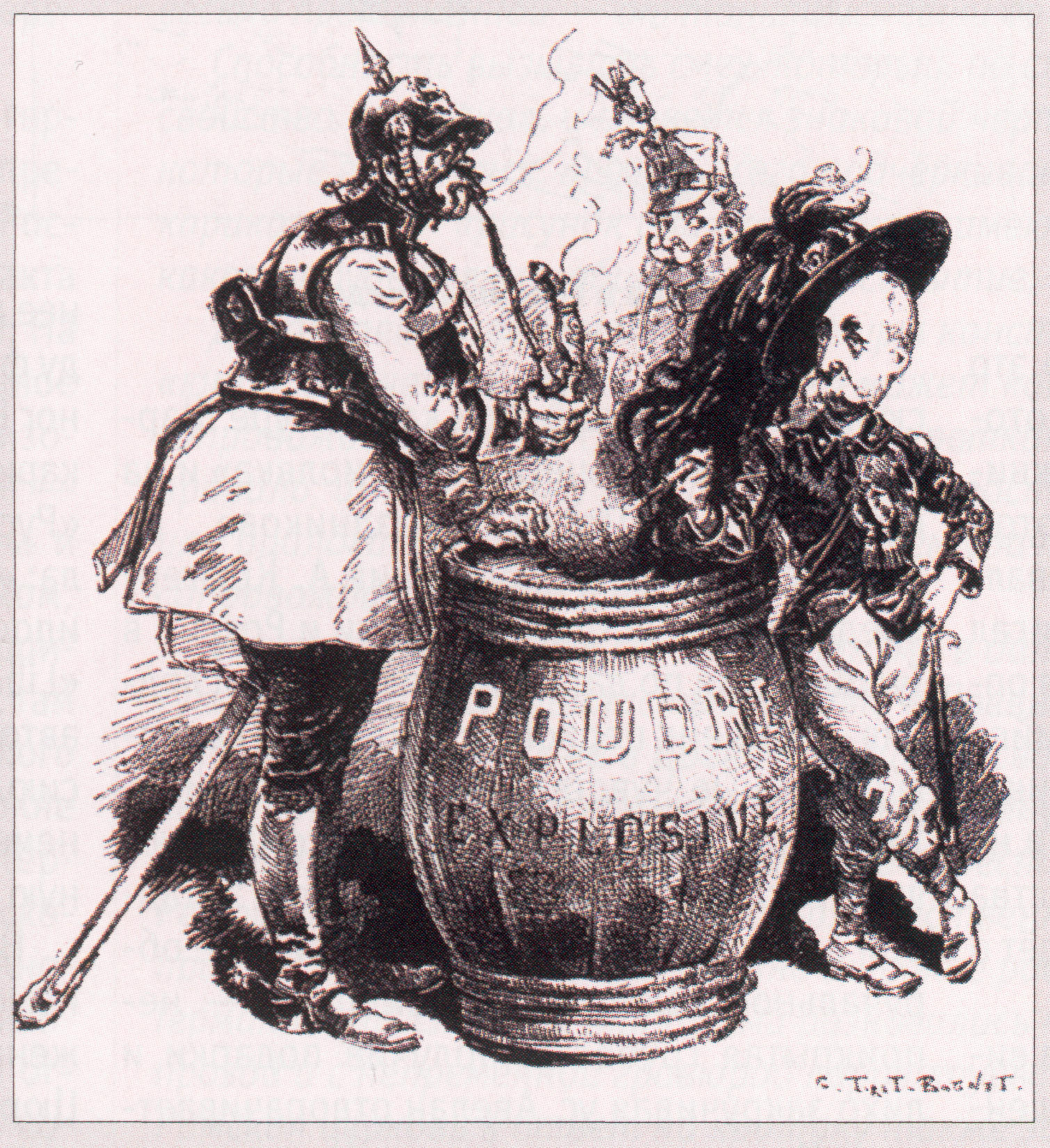
Карикатура Тире-Боне. Тройственный союз. Немецкий бош, похожий на Бисмарка, Австро-Венгрия и Италия курят на бочке с порохом

Бош (боша; фр. boche) — презрительное прозвище немцев во Франции. Из французского языка проникло в другие — русский, английский, португальский и т. д. Особенно популярным это слово становилось во время франко-германских военных конфликтов.

## Происхождение
Несмотря на сходство с распространённой немецкой фамилией Bosch, этимология прозвища иная.
Слово boche — афереза слова alboche, которое было образовано из «al» (французское название немецкого языка — allemand) и «boche» (от фр. caboche — башка). Первое употребление слова было зафиксировано в 1860 году в выражениях «au truc, si l’Alboche est grossier». Так же употреблялось в Эльзасе в качестве названия немцев (упоминается уже в le Dictionnaire de l’Argot moderne de Rigaud (1881)). При этом tête de boche (голова боша) означало иногда tête de bois (деревянная голова).
Производное выражение Suisse-Alboche иногда используется для пренебрежительного именования людей из немецкоговорящей части Швейцарии.

## Употребление
Слово Boche проникает во французский военный жаргон начиная с Франко-прусской войны 1870—1871 годов. Однако наибольшую популярность оно получает среди военных во время Первой мировой войны. После войны из-за его употребления бывшими фронтовиками закрепляется и в гражданском языке.
Слово Boche использовалось и во время Второй мировой войны наряду с другими уничижительными именованиями немцев, такими как «fritz» (ср. фрицы), «chleuhs», «fridolins» и «frisés».